# Іванов Сергій Ілліч
Сергі́й Іллі́ч Івано́в (нар. 10 вересня 1957, Кам'янець-Подільський) — український графік і живописець. Член Національної спілки художників України. Заслужений художник України (2008).

## Біографія
Закінчив Кам'янець-Подільську середню школу № 3. Одночасно навчався у міській дитячій художній школі, яку закінчив у червні 1973 року (це був перший випуск із часу створення школи) .
У Львові закінчив Українську академію друкарства (спеціальність — графіка), тут живе і працює.
Твори Сергія Іванова експонуються на виставках від 1976 року. Художник неодноразово брав участь у міжнародних заходах, серед яких Міжнародні бієнале екслібриса в Польщі, графіки в Іспанії, трієнале малої графіки, міжнародні виставки графіки та екслібриса тощо.
Бере участь у численних міжнародних виставках естампу. Зокрема: в Україні, Норвегії, Швеції, Польщі, Данії, Німеччині, Росії, Словаччині, США, Великій Британії, Австрії, Японії, Кореї, Нідерландах, Іспанії, Італії, Франції, Бельгії, Македонії, Румунії, Фінляндії, Словенії .
Від 1993 року Сергій Іванов мав близько десяти персональних виставок у всьому світі. Серед нагород — перша премія на конкурсі імені фламандського поета Guido Gezelle (Бельгія), друга премія бієнале графіки (Італія).
Роботи Іванова зберігаються в приватних колекціях в Україні, США, Японії та інших країнах.
Понад 10 років (до 1996 року) працював викладачем кафедри оформлення й ілюстрації книги Української академії друкарства, розробив декілька потрібних навчальних курсів — «Теорія композиції», «Основи композиції видань» та «Естамп».
19 серпня 2008 року Указом Президента України надано звання «Заслужений художник України» .

## Творчість

Сергій Іванов. Роздуми

У творчості художника переважають біблійні сюжети («Адам і Єва», «Апокаліпсис», «Каїн і Авель»), класична міфологія («Орфей», «Викрадення Європи», «Дедал», «Діана»), українська міфологія («Лада», «Дана», «Дажбог»), теми, вічні й незмінні упродовж віків, — «Вогонь і вода», «Музика», «Подорож у часі», «Леонардо да Вінчі», «Бачу, чую, мовчу», «Муза». І в графічних роботах, і в картинах художник приділяє найбільше уваги деталям. Саме завдяки яскравим подробицям задум автора опукло проступає на полотні, постає у цілісності та єдності.
Ось мистецтвознавча характеристика картини «Роздуми» :
| «Блазень у капелюсі з балабончиками. Душа, занурена у світ власних фантазій і переживань. Картина Сергія Іванова називається „Роздуми“. Кожна деталь на полотні видається, з одного боку, випадковою, а з іншого — виправданою внутрішньою логікою картини. Скульптурна голова позаду блазня має зав'язані чорною стрічкою очі: душі не потрібні очі, щоб бачити. Зміщені кути дивної форми кімнати, зміщене шахове поле підлоги: душа живе у власному світі, де не діють закони тривимірного простору. У кришталевій кулі під ногою блазня не віддзеркалюється майбутнє: душа сама знає все наперед». |
Сергій Іванов оформив чимало видань (серед яких повне зібрання творів Михайла Грушевського), які нині є гордістю української книги.
Забезпечив дизайн і художнє оформлення книги Олега Будзея «Вулицями Кам'янця-Подільського» (Львів, 2005).
Письменник Роман Лубківський так відгукнувся про творчість художника :
| «Мені подобається розлите в усіх творах Сергія Іванова сяйво доброти. У нашу дуже агресивну сучасність єдине, що може об'єднувати, — це те, що робить людей людьми. Сергій Іванов знаходить це. Він будує сюжети своїх творів на позитиві, на доброті, й це те, що не може не тримати при ньому». |

### Персональні виставки
- 1993, 1994 — галерея міста Сане (Франція).
- 1997 — виставочні зали фонду Тейлора. Париж (Франція).
- 1998 — галерея в історичному музеї міста Кам'янець-Подільський (Україна).
- 1999 — галерея Волинського регіонального музею. Луцьк (Україна).
- 2000 — національний музей графіки. Фредеріксхавн (Данія).

3—17 жовтня 2007 року в галереї «Неф» на території Національного Києво-Печерського історико-культурного заповідника відбулася виставка Сергія Іванова «Гуцульська мітологія». На ній представлено 10 скульптур та 66 живописних полотен, а також кілька левкасів, що проілюстрували роман письменниці Марії Матіос «Майже ніколи не навпаки». 16 жовтня виставку відвідала Катерина Ющенко. Вона, зокрема, поспілкувалася з художником, подарувала йому двотомник «Україна і українці».